# Hakken (dansstijl)

Animatie van de dansstijl Hakken

Eenvoudige uitvoering van het voetenwerk tijdens het hakken

Hakken (ook wel Hakkûh of Hakkeeh) is een dansstijl uit de Nederlandse hardcore en gabber-scène. 
De term hakken is onlosmakelijk met de gabbercultuur verbonden en is oorspronkelijk afkomstig van de Haagse DJ Darkraver, die het uitspreekt als "hakkûh". De dansstijl is naar alle waarschijnlijkheid een verbastering van de dans die te zien was in de videoclip van de single Out of Space van The Prodigy. Bij hakken worden heel snel kleine pasjes genomen op het ritme van de bassdrum. Het onderlichaam staat hierbij centraal, hoewel het niet ongebruikelijk is om bij het hakken ook de armen te gebruiken. In de jaren negentig werd er door het merendeel van de gabbers "gehakt" op Nike Air Max-schoenen. 